# Carlos Mejía (gwatemalski piłkarz)
Carlos Anselmo „Cuilapa” Mejía del Cid (ur. 13 listopada 1991 w Cuilapie) – gwatemalski piłkarz występujący na pozycji lewego skrzydłowego, reprezentant Gwatemali.
Jest bratem Óscara Mejíi, również piłkarza.